# Webintegrator-uddannelsen
Web-integrator-uddannelsen er en kort erhvervsuddannelse på et år og ni måneder. Uddannelsen består af seks måneders grundforløb og 15 måneders hovedforløb. 
Nogle skoler har valgt at indlægge en kort praktikperiode på mellem tre og fem uger henimod slutningen af hovedforløbet.
Uddannelsen specialiserer sig i programmering af websites og at integrere forskellige komponenter på siden, såsom databaser, lyd, video, billeder eller animation. 
Programmeringssprog, der bruges på uddannelsen, er forskelligt fra skole til skole.
Grunduddannelsen introducerer til:
- HTML hvor der gennemgås opmærkningernes betydning
- CSS hvor der gennemgås:
  - farvernes betydning, herunder kontraster
  - billedekomposition, herunder billedbeskæring, billedemanipulation og brug af Photoshop
  - Animation, herunder hover-effekt, farveskift, transitioner (overgange)
- JavaScript hvor der gennemgås funktioner og DOM-manipulation
- SVG hvor der gennemgås vektorer og implementering i HTML-koden eller via load-funktion i js

## Uddannelsessteder
Uddannelsen tilbydes, anno 2018, på følgende tekniske skoler: 
- Grenaa
- Odense
- Roskilde
- Høng
- Svendborg
- Viborg
- Aalborg
- Aarhus